# 蒙德加列
蒙德加列（法語：Mont-de-Galié，法語發音：[mɔ̃ də ɡalje]）是法国上加龙省的一个市镇，属于圣戈当区。

## 地理
蒙德加列（42°59'21"N, 0°38'49"E）面积2.42 平方千米，位于法国奧克西塔尼大區上加龙省，该省份为法国西南部内陆省份，西南端与西班牙接壤，自此顺时针与上比利牛斯省、热尔省、塔恩-加龙省、塔恩省、奥德省和阿列日省接壤。
与蒙德加列接壤的市镇（或旧市镇、城区）包括：加列、热诺、卢尔德、奥尔、科曼日地区索沃泰尔。

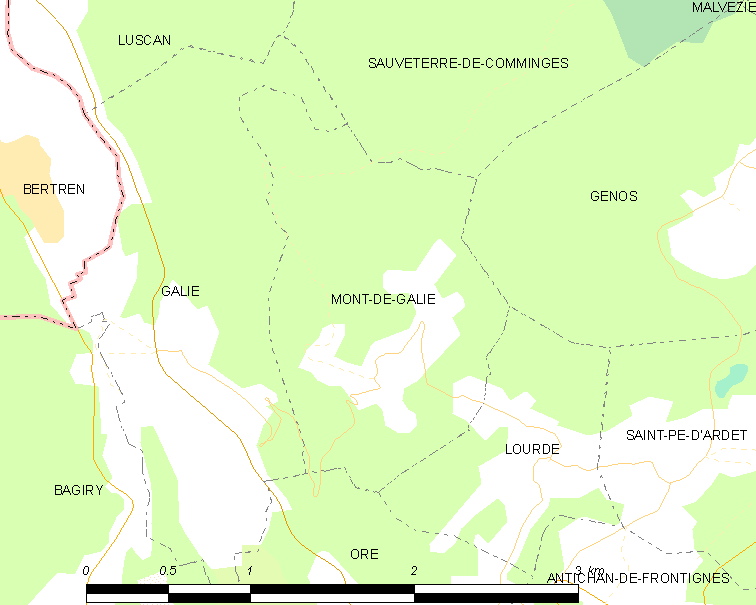
蒙德加列的OSM定位图

蒙德加列的时区为UTC+01:00、UTC+02:00（夏令时）。

## 行政
蒙德加列的邮政编码为31510，INSEE市镇编码为31369。

## 政治
蒙德加列所属的省级选区为巴涅尔德吕雄县。

## 人口

1962-2008年间蒙德加列人口变化图示

蒙德加列于2022年1月1日时的人口数量为26人。